# Gauerslund
Gauerslund er en landsby i Sydjylland med 258 indbyggere  (2025), beliggende mellem stationsbyerne Børkop og Brejning i Gauerslund Sogn. Gauerslund ligger i den sydøstlige del af Vejle Kommune.
I landsbyen ligger Gauerslund Kirke, Gauerslundhallen samt Gauerslund Skole.

## Eksterne kilder og henvisninger
- GAUERSLUND
- Historier fra Gauerslund Sogn Arkiveret 2. januar 2012 hos  Wayback Machine hos borkophistorie
- Gauerslund Skole
- Gauerslund Gymnastik